# 短姑码头
短姑码头，位于中华人民共和国浙江省舟山市普陀区普陀山镇，是浙江省省级文物保护单位之一。
2017年1月19日，普陀山短姑码头被列入第七批浙江省文物保护单位，该文物保护单位是一座古建筑。